# Lactarius hygrophoroides
Lactarius hygrophoroides é um fungo que pertence ao gênero de cogumelos Lactarius na ordem Russulales. Foi primeiramente descrito cientificamente por Miles Joseph Berkeley e Moses Ashley Curtis em 1859.